# دارکوب کاکل‌زری
دارکوب کاکل‌زری (نام علمی: Melanerpes cruentatus) نام یک گونه از سرده سیاه‌خزنده‌ها است.